# تترا فنیل پرفیرین
تترا فنیل پرفیرین (به انگلیسی: Tetraphenylporphyrin) با فرمول شیمیایی C44H30N4 یک ترکیب شیمیایی است. که جرم مولی آن ۶۱۴٫۷۴ گرم بر مول می‌باشد. شکل ظاهری این ترکیب، جامد بنفش تیره است.